# Estádio Municipal Prof. Luís Augusto de Oliveira
Estádio Municipal Prof. Luís Augusto de Oliveira – stadion wielofunkcyjny w São Carlos, São Paulo (stan), Brazylia, na którym swoje mecze rozgrywa klub São Carlos Futebol Clube.